# Велимир Ћургус Казимир
Велимир Ћургус Казимир (Нови Сад, 1948 — 11. новембар 2018. Београд) био је српски новинар и писац. Један је од оснивача Независног удружења новинара Србије.

## Биографија
Био је новинар и уредник културне рубрике у Политици од 1988. до 1996. Пре тога је осам година био уредник и покретач издаваштва у Истраживачко-издавачком центру Омладине Србије у Београду. Један је од оснивача Независног удружења новинара Србије. Аутор је десетак књига прозе и есеја на тему културе и културне политике. Превођен на енглески, француски, немачки, шпански, пољски, јапански итд. Приредио је више књига на тему односа медија, политике и културе. Аутор је више пројеката из области истраживања медија и културе. Добитник Међународне награде за есеј часописа Lettre International у Вајмару, 2000. године. Био је директор Ebart консалтинга од 2002. године.
Члан је Српског ПЕН центра од 1987 и члан Српског књижевног друштва. Такође се бавио сликарством, посебно комбинованим техникама на папиру, имао пет самосталних изложби. Аутор је два сценарија за кратке филмове.

## Објављена књижевна дјела
- Кавкаски роман и друкчије приче,
- Ауспиције и љубавне песме(поезија),
- Првих пет година и смрт Хaилa Сeлaсиja (роман),
- Баксузи и поправљачи (приче/есеји),
- Шаком и капом (роман),
- Папагајев гроб (приче),
- Куће (есеји/приче),
- Последњи човек и његова жена (роман),
- Кухиња мог пријатеља (приче/есеји),
- Mузej мeлaнхoлиje: причe и прojeкти.[3]